# Wojownik na koniu
Wojownik na koniu (mac. Воин на коњ, trl. Woin na koń) – pomnik w Skopju odsłonięty 8 września 2011 roku z okazji 20-lecia niepodległości Macedonii, przedstawiający żołnierza na koniu. Należy do grupy pomników stawianych w ramach projektu rewitalizacji miasta „Skopje 2014”.

## Opis
Pomnik przedstawia 12-metrową postać jeźdźca siedzącego na wspiętym koniu. Rzeźba spoczywa na cokole o wysokości 10 metrów. Pomnik mają otaczać cztery lwy z brązu oraz osiem 3-metrowych figur żołnierzy z kamienia.

## Budowa
Władze Macedonii postanowiły sfinansować budowę pomnika w 2007 roku. Projekt wykonała macedońska rzeźbiarka Walentina Stewanowska, koszt całkowity inwestycji był szacowany na ok. 6 mln euro. Montaż pomnika rozpoczął się 14 czerwca 2011 roku, a oficjalnie odsłonięto go 8 września tego samego roku; było to jedno z wydarzeń odbywających się z okazji dwudziestej rocznicy ogłoszenia niepodległości przez Macedonię.

## Kontrowersje
Według władz macedońskich pomnik przedstawia „wojownika na koniu” i taka jest także jego oficjalna nazwa, jednak rzeźba przedstawia w praktyce Aleksandra Macedońskiego, a jedna z figur żołnierzy otaczających jeźdźca jest wyobrażeniem jego ojca – Filipa II Macedońskiego. Filipowi poświęcono także osobny pomnik położony w pobliżu pomnika Aleksandra – jego oficjalna nazwa to „Wojownik”.
Nazwa, nie odwołująca się bezpośrednio do Aleksandra Macedońskiego, jest efektem wieloletniego sporu pomiędzy rządami Grecji i Macedonii o nazwę tego drugiego kraju oraz o prawo do dziedzictwa kulturowego i historycznego starożytnej Macedonii. Grecja uznała budowę pomnika za prowokację i przywłaszczanie sobie greckiej historii i dziedzictwa. Pomnik stał się powodem wzrostu napięcia między oboma krajami, Grecja zagroziła opóźnieniem akcesji Macedonii do UE.
Budowa pomnika była także kontrowersyjna dla części mieszkańców Macedonii, uważających budowę za marnotrawstwo środków publicznych.